# Włochy na Letnich Igrzyskach Olimpijskich 1912
Włochy na Letnich Igrzyskach Olimpijskich 1912 w Sztokholmie reprezentowało 66 zawodników, wyłącznie mężczyzn. Reprezentacja wywalczyła sześć medali: 3 złote, 1 srebrny i 2 brązowe. Najstarszym zawodnikiem w reprezentacji był skoczek Carlo Bonfanti (37 lat 1 dzień), a najmłodszym maratończyk Carlo Speroni (17 lat 1 dzień).

## Zdobyte medale
| Medal  | Zawodnik | Dyscyplina    | Konkurencja            | Rezultat    |
| ------ | --- | ------------- | ---------------------- | ----------- |
| Złoto  | Alberto Braglia | Gimnastyka    | Wielobój indywidualnie | 135,0 pkt   |
| Złoto  | Alberto Braglia Serafino Mazzarocchi Pietro Bianchi Guido Boni Giuseppe Domenichelli Carlo Fregosi Alfredo Gollini Francesco Loi Luigi Maiocco Giovanni Mangiante Lorenzo Mangiante Guido Romano Paolo Salvi Luciano Savorini Adolfo Tunesi Giorgio Zampori Umberto Zanolini Angelo Zorzi | Gimnastyka    | Wielobój drużynowo     | 53,15 pkt   |
| Złoto  | Nedo Nadi | Szermierka    | Floret indywidualnie   | 135,0 pkt   |
| Srebro | Pietro Speciale | Szermierka    | Floret indywidualnie   | [ 3 ] [ 5 ] |
| Brąz   | Serafino Mazzarocchi | Gimnastyka    | Wielobój indywidualnie | 131,5 pkt   |
| Brąz   | Fernando Altimani | Lekkoatletyka | Chód na 10 km          | 47:37,60    |

Ponadto reprezentanci Włoch wywalczyli dwa złote medale w Olimpijskim konkursie sztuki i literatury:
- Riccardo Barthélémy w konkurencji "Muzyka" za "Olimpijski Masz Tryumfalny"[8]
- Carlo Pellegrini w konkurencji "Malarstwo" za "Trzy połączenia reprezentujące Sporty zimowe"[9]

## Skład kadry

### Gimnastyka
- Alberto Braglia - wielobój - 1. miejsce
- Serafino Mazzarocchi - wielobój - 3. miejsce
- Giorgio Zampori - wielobój - 4. miejsce
- Guido Boni - wielobój - 4. miejsce
- Pietro Bianchi - wielobój - 6. miejsce
- Guido Romano - wielobój - 9. miejsce
- Pietro Bianchi, Guido Boni, Alberto Braglia, Giuseppe Domenichelli, Carlo Fregosi, Alfredo Gollini, Francesco Loi, Luigi Maiocco, Giovanni Mangiante, Lorenzo Mangiante, Serafino Mazzarocchi, Guido Romano, Paolo Salvi, Luciano Savorini, Adolfo Tunesi, Giorgio Zampori, Umberto Zanolini, Angelo Zorzi - wielobój, drużynowo - 1. miejsce

### Lekkoatletyka
- Franco Giongo

100 metrów - odpadł w półfinałach
200 metrów - odpadł w półfinałach
400 metrów - odpadł w eliminacjach
- Emilio Lunghi

400 metrów - odpadł w półfinałach
800 metrów - odpadł w półfinałach
- Guido Calvi

800 metrów - odpadł w eliminacjach
1500 metrów - odpadł w eliminacjach
- Alfonso Orlando

5000 metrów - odpadł w eliminacjach
10000 metrów - 5. miejsce
- Francesco Ruggero - maraton - nie ukończył
- Carlo Speroni - maraton - nie ukończył
- Daciano Colbachini - 110 metrów przez płotki - odpadł w półfinałach
- Alfredo Pagani

110 metrów przez płotki - odpadł w półfinałach
Skok wzwyż - nieklasyfikowany
Skok w dal - 27. miejsce
Pięciobój - 24. miejsce
Dziesięciobój - nie ukończył
- Fernando Altimani - chód 10 km - 3. miejsce
- Angelo Tonini

Skok wzwyż - niesklasyfikowany
Skok w dal - 19. miejsce
- Manlio Legat

Skok o tyczce - 23. miejsce
Skok w dal - 29. miejsce
- Aurelio Lenzi

Pchnięcie kulą - 12. miejsce
Rzut dyskiem - 18. miejsce

### Piłka nożna
- Edoardo Mariani, Enrico Sardi, Felice Berardo, Franco Bontadini, Enea Zuffi, Pietro Leone, Giuseppe Milano, Carlo Demarchi, Renzo De Vecchi, Angelo Binaschi, Piero Campelli, Luigi Barbesino, Modesto Valle, Vittorio Morelli di Popolo - 9. miejsce

### Pływanie
- Mario Massa

100 metrów, st. dowolny - odpadł w półfinałach
400 metrów, st. dowolny - odpadł w eliminacjach
1500 metrów, st. dowolny - odpadł w eliminacjach
- Davide Baiardo

100 metrów, st. dowolny - odpadł w eliminacjach
400 metrów, st. dowolny - odpadł w eliminacjach

### Skoki do wody
- Carlo Bonfanti

Trampolina - odpadł w eliminacjach
Skoki proste - odpadł w eliminacjach

### Szermierka
- Nedo Nadi

Floret - 1. miejsce
Szabla - 5. miejsce
- Pietro Speciale - floret - 2. miejsce
- Edoardo Alaimo

Floret - 5. miejsce
Szabla - odpadł w ćwierćfinałach
- Fernando Cavallini - floret - odpadł w półfinałach
- Francesco Pietrasanta

Floret - odpadł w ćwierćfinałach
Szabla - odpadł w ćwierćfinałach
- Giovanni Benfratello - szabla - odpadł w ćwierćfinałach
- Aristide Pontenani - szabla - odpadł w ćwierćfinałach
- Edoardo Alaimo, Giovanni Benfratello, Fernando Cavallini, Nedo Nadi, Ugo Di Nola, Gino Belloni - szabla, drużynowo - 5. miejsce

### Zapasy
- Mariano Ciai - waga piórkowa, styl klasyczny - odpadł w 2. rundzie
- Alessandro Covre - waga lekka, styl kalsyczny - odpadł w 3. rundzie
- Andrea Gargano - waga średnia A, styl kalsyczny - odpadł w 4. rundzie
- Zavirre Carcereri - waga średnia A, styl kalsyczny - odpadł w 3. rundzie
- Oreste Arpè - waga średnia B, styl kalsyczny - odpadł w 4. rundzie
- Renato Gardini - waga średnia B, styl kalsyczny - odpadł w 4. rundzie